# 關三十郎 (3代目)

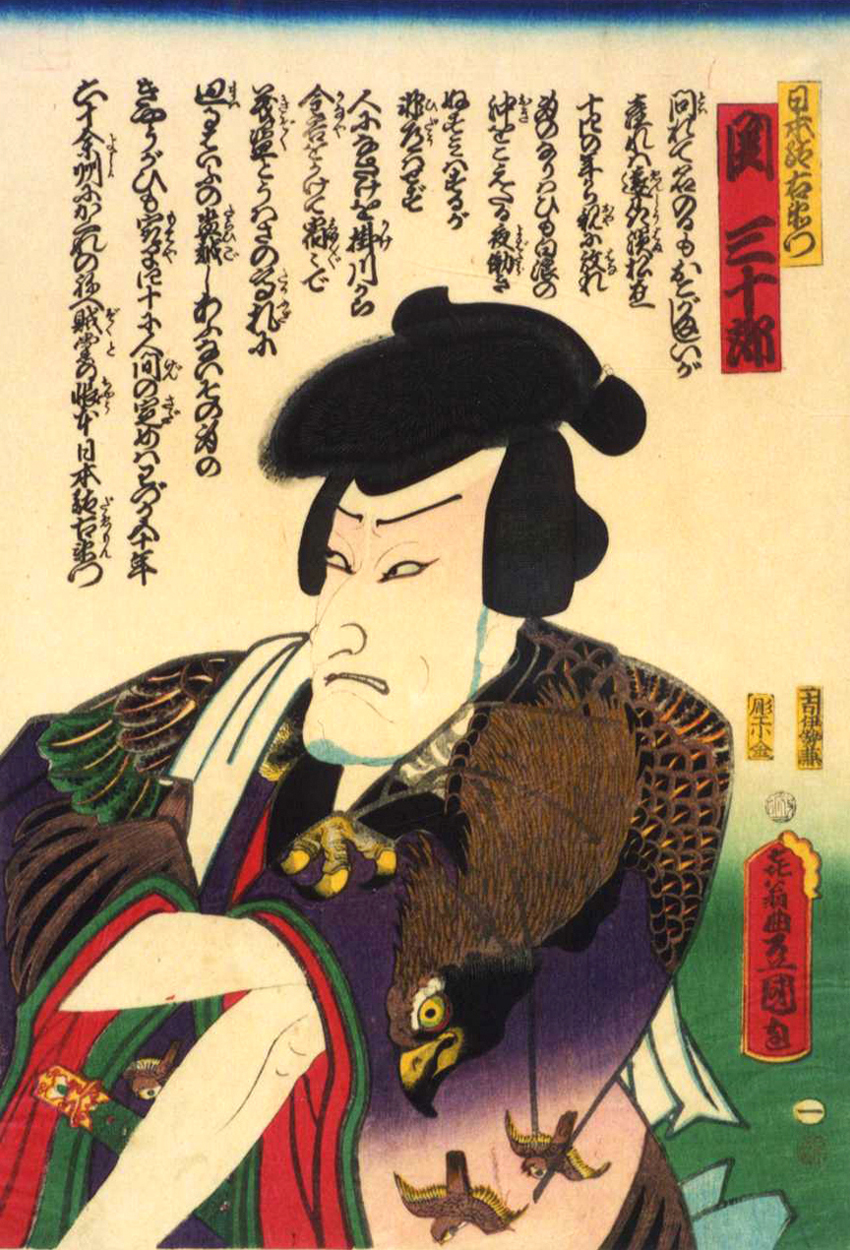
三代目關三十郎の日本駄右衛門。三代目歌川豊国画。

三代目 關三十郞（せき さんじゅうろう、文化2年〈1805年〉 - 明治3年12月18日〈1871年2月7日〉）とは、幕末期の歌舞伎役者。屋号は立花屋・尾張屋、俳名中車・黄雀・歌山。
江戸の生まれで振付師三代目藤間勘兵衛の子。はじめ七代目市川團十郎の門下となり市川團吉と名乗り、のちに旅回りに出て市川伊達十郎と改名した。文政10年（1827年）江戸に戻り、五代目市川八百蔵を襲名、天保11年（1840年）4月に三代目關三十郎を襲名する。以後八代目市川團十郎、四代目市川小團次、五代目尾上菊五郎などの人気役者と共演し脇を固めた。
面長で鼻が高く「鼻の三十郎」のあだ名を持ち、その容貌は「鼻高」とも称された五代目松本幸四郎を髣髴とさせたという。五代目幸四郎と同じように実悪に長じ、嘉永6年（1853年）中村座の『与話情浮名横櫛』（切られ与三）では敵役の赤間源左衛門を演じた。赤間は万延元年（1860年）市村座の『八幡祭小望月賑』（縮屋新助）でも演じている。このほか安政6年（1859年）市村座の『小袖曽我薊色縫』（十六夜清心）の大寺正兵衛、文久2年（1862年）市村座の『青砥稿花紅彩画』（白浪五人男）の日本駄右衛門、同4年（1864年）市村座の『曽我綉侠御所染』（御所五郎蔵）の星影土右衛門などを当り役とした。養子に四代目關三十郎がいる。